# Sergiusz (Mychajłenko)
Sergiusz, imię świeckie Ołeksandr Ołeksandrowycz Mychajłenko (ur. 29 lipca 1975 w Doniecku) – ukraiński biskup prawosławny.

## Życiorys
Pochodzi z rodziny górniczej z Doniecka. W 1993 ukończył w rodzinnym mieście szkołę radioelektroniczną. Następnie rozpoczął naukę w seminarium duchownym w Odessie, które ukończył w 1997. W tym samym roku wstąpił jako posłusznik do monasteru św. Eliasza w Odessie i 20 kwietnia został postrzyżony na mnicha przez metropolitę odeskiego i izmaelskiego Agatangela, który nadał mu imię zakonne Sergiusz na cześć św. Sergiusza z Radoneża. 29 kwietnia tego samego roku metropolita Agatangel wyświęcił go na hierodiakona, zaś 5 czerwca 1997 w soborze Zaśnięcia Matki Bożej w Odessie – na hieromnicha.
W latach 1997–2001 studiował na Kijowskiej Akademii Duchownej. W 1998 metropolita odeski i izmaelski Agatangel mianował go dziekanem monasteru św. Eliasza w Odessie, a następnie nadał mu godność ihumena. W 2000 został natomiast archimandrytą. Od 1998 do 2002 był wykładowcą seminarium duchownego w Odessie. Od 2001 był również proboszczem parafii Tichwińskiej Ikony Matki Bożej w Odessie.
W 2002 został przełożonym monasteru Świętych Konstantyna i Heleny w Izmaelu, zaś od 2014 również dziekanem dekanatu izmaelskiego. Rok później Święty Synod Ukraińskiego Kościoła Prawosławnego Patriarchatu Moskiewskiego nominował go na biskupa bołgradzkiego, wikariusza eparchii odeskiej.
Jego chirotonia biskupia miała miejsce w soborze Przemienienia Pańskiego w Odessie 15 listopada 2015 pod przewodnictwem metropolity kijowskiego i całej Ukrainy Onufrego.
17 sierpnia 2021 r. został podniesiony do godności arcybiskupa.